# Atahualpa (kanton)
Atahualpa – kanton w Ekwadorze, w prowincji El Oro. Stolicą kantonu jest Paccha.